# Nikolay Ivanovich Yezhov
Nikolai Ivanovich Yezhov (tiếng Nga: Никола́й Ива́нович Ежо́в; 1 tháng 5 năm 1895 - 4 tháng 2 năm 1940) là người phụ trách an ninh quốc gia, lãnh đạo bộ máy an ninh và cảnh sát mật Liên Xô (NKVD) thời Stalin.
Bước ngoặt trong cuộc đời của Yezhov (dẫn đến việc bổ nhiệm ông là người đứng đầu NKVD) là phản ứng của Stalin đối với vụ sát hại thủ lĩnh Bolshevik của Leningrad, Sergey Kirov. Stalin sử dụng vụ giết người như một cái cớ để thanh trừng đối thủ chính trị; ông đã chọn Yezhov cho nhiệm vụ này. Yezhov đưa ra cáo buộc giả mạo trong vụ án giết người Kirov để chống lại các nhà lãnh đạo đối lập Kamenev, Zinovyev và những người ủng hộ họ. Thành công của Yezhov trong nhiệm vụ này đã dẫn đến sự thăng tiến hơn nữa của ông.
Ông trở thành Ủy viên Nội vụ (người đứng đầu NKVD) và là thành viên của Ủy ban Trung ương vào ngày 26 tháng 9 năm 1936, sau sự thất thế của Genrikh Yagoda.
Ngày 22 tháng 8 năm 1938, Lavrenty Beria được bổ nhiệm làm phó của Yezhov. Beria đã xoay xở để sống sót trong Cuộc đại thanh trừng và "Yezhovshchina" trong những năm 1936-1938, mặc dù Beria đã gần như trở thành một trong những nạn nhân. Đầu năm 1938, Yezhov thậm chí đã ra lệnh bắt giữ Beria, người đứng đầu đảng ở Georgia. Tuy nhiên, thủ lĩnh NKI của Gruzia Sergei Goglidze cảnh báo Beria, và Beria ngay lập tức bay tới Moscow để gặp Stalin. Beria thuyết phục Stalin tha mạng và nhắc Stalin biết ông đã thực hiện nhiệm vụ ở Gruzia và Transcaucasia hiệu quả như thế nào. Trong một vòng quay của số phận, đó là Yezhov người cuối cùng đã rơi vào cuộc đấu tranh cho quyền lực, và Beria người đã trở thành giám đốc NKVD mới.
Trong những tháng tiếp theo, Beria (với sự chấp thuận của Stalin) đã bắt đầu ngày càng chiếm quyền của Yezhov tại Ủy ban Nội vụ. Ngay từ ngày 8 tháng 9, Mikhail Frinovsky, cấp phó của Yezhov, đã được chuyển vào Hải quân.
Ngày 25 tháng 11, Yezhov đã chính thức thôi giữ chức vụ Ủy ban Nội vụ, đây là thành công của Beria, người đã hoàn toàn kiểm soát NKVD kể từ khi Frinovsky rời đi vào ngày 8 tháng 9. Yezhov đã tham dự cuộc họp Bộ Chính trị cuối cùng của mình vào ngày 29 tháng 1 năm 1939.
Vào ngày 3 tháng 3 năm 1939, Yezhov đã từ bỏ tất cả các chức vụ của mình trong Ủy ban Trung ương Đảng Cộng sản Liên Xô,
Vào ngày 2 tháng 2 năm 1940, Yezhov bị xét xử do Vasili Ulrikh chủ trì sau cánh cửa đóng kín. Sau phiên tòa bí mật, Yezhov được phép trở về phòng giam của mình; nửa giờ sau, Yezhov được gọi lại và bị kết án tử hình. Khi nghe phán quyết, Yezhov ngất xỉu, sau đó kêu khóc xin tha, nhưng bị lôi ra ngoài bắn, xác chết bị thiêu thành tro. Tên tuổi và hình ảnh của ông ta bị xóa bỏ. Người kế nhiệm của Yezhov, Lavrentiy Pavlovich Beriya, cũng có kết cục tương tự vào năm 1953, cũng kêu khóc xin tha rồi bị bắn và thiêu xác.
Vào ngày 4 tháng 2 năm 1940, Yezhov bị bắn. Cơ thể của Yezhov ngay lập tức được hỏa táng và tro của anh bị đổ trong một ngôi mộ chung tại Nghĩa trang Donskoi của Moscow.
Yezhov kết hôn với Antonia Titova năm 1919, nhưng sau đó ông đã ly hôn và kết hôn với Yevgenia Feigenburg (Khayutina-Yezhova). Yezhov và Feigenburg đã có một con gái nuôi, Natalia, một đứa trẻ mồ côi. Sau cái chết của Yezhov, Natalia được gửi trở lại trại trẻ mồ côi địa phương và buộc phải từ bỏ họ Yezhov. Sau đó, cô được biết đến với cái tên Natalia Khayutina.
Con gái nuôi của Yezhov, Natalia Khayutina, sau này nộp đơn xin phục hồi danh dự cho cha mình, nhưng bị từ chối vì Yezhov được cho là đã gây ra quá nhiều tội ác trong cuộc Đại thanh trừng.
Do là lãnh đạo của NKVD trong thời kỳ đỉnh điểm của cuộc Đại thanh trừng, tên của Yezhov còn được dùng để gọi thời kỳ đó trong tiếng Nga: "Yezhovshchina".